# Hurung
Hurung is een bestuurslaag in het regentschap Flores Timur van de provincie Oost-Nusa Tenggara, Indonesië. Hurung telt 541 inwoners (volkstelling 2010).